# Мориц I (Олденбург)
Мориц I фон Олденбург (на немски: Moritz I von Oldenburg; * ок. 1145; † сл. 1209) е от 1167 г. граф на Олденбург.

## Биография
Той е големият син на граф Кристиан I (1123 – 1167) и съпругата му Кунигунда. Брат е на Кристиан фон Олденбург, Кръстоносеца (1167 – 1192).
Баща му умира ок. 1167 г. по време на обсадата на Олденбург. Понеже Мориц и брат му са малки, херцог Хайнрих Лъв определя политиката на Олденбург до неговото сваляне (1180/1181). През 1167 г. Мориц е изгонен от вон Хайнрих Лъв и години наред служи на архиепископа на Кьолн Филип I фон Хайнсберг. През 1180/1181 г. той участва в имперската война против Хайнрих Лъв и след това получава земите си обратно от император Фридрих Барбароса.
Брат му Кристиан фон Олденбург Кръстоносеца, който се връща от Третия кръстоносен поход, е убит през 1192 г. вероятно по подбуждане на Мориц. През 1198 г.
Мориц помага на Велфите във войната за германския трон. Помага и на Холщайн против Дания. Той строи замъци и така провокира въстание в Остринген и Рюстринген.

## Фамилия
Мориц се жени за Салома фон Хохщаден-Викрат, дъщеря на граф Ото II фон Викрат и съпругата му Аделхайд фон Хохщаден, които са от Рейнланд. Двамата имат децата:
- Ото I (* ок. 1175; † 1251), граф на Олденбург, ⚭ Мехтхилд фон Волденберг
- Хедвиг († 1228), ⚭ Хилдеболд II граф фон Роден († ок. 1228), син на граф Конрад I фон Роде-Лимер († сл. 1200)
- Салома († 1267), от 1224 абатиса на Басум
- Кунигунда († ок. 1290), ⚭ господар Гизберт III фон Бронкхорст († 1241)
- Кристиан II († 1233), ⚭ Агнес фон Алтена-Изенберг, дъщеря на граф Арнолд фон Алтена